# Celama dimidiata
Celama dimidiata är en fjärilsart som beskrevs av Pieter Cornelius Tobias Snellen 1875. Celama dimidiata ingår i släktet Celama och familjen trågspinnare. Inga underarter finns listade i Catalogue of Life.